# Katonai doktrína
A katonai doktrína egy adott állam, vagy szövetségi rendszer hivatalosan elfogadott, rendszerezett nézeteinek összessége az esetleges következő háború társadalmi-politikai és katonai-technikai jellegére vonatkozóan. Meghatározza a fegyveres küzdelem megvívásának módjaira, formáira vonatkozó elveket, valamint ezzel összhangban a háborúra való felkészülés feladatait. A 20. század végi, 21. század eleji katonai doktrínák igyekeznek számításba venni az esetleges, különböző típusú katonai összecsapások kirobbanásának és megvívásának minden lehetséges változatát.

## Párhuzamos meghatározásai
A katonai doktrínának az alapvető tartalmi elemek rokonsága mellett számos különböző,  rövidebb és részletezőbb megfogalmazása létezik az egyes nemzeti haderőkben és szövetségi rendszerekben.
A NATO kifejezésszótára a katonai doktrínát úgy határozza meg, mint a katonai erőknek a céljaik elérésére irányuló tevékenységük során alkalmazott irányító elveit. A doktrína kötelező, de megfelelő belátással kell alkalmazni. (Fundamental principles by which the military forces guide their actions in support of objectives. It is authoritative but requires judgement in application).

## Kapcsolódó szócikk
- MAD-doktrína